# Nina Mélo
Nina Mélo (Aubervilliers, ...) è un'attrice francese nota per il ruolo di Charlotte nella serie televisiva Nina e per aver interpretato Chris in Generazione Y e Aya in Black Tea.

## Biografia
Nina Mélo è nata ad Aubervilliers da genitori ivoriani; sua madre è di etnia Bété di Gagnoa e suo padre è di etnia Dioula di Korhogo. Dopo aver studiato comunicazione commerciale e aver conseguito il brevet de Technicien Supérieur (BTS), Mélo fa la sua prima apparizione sullo schermo al fianco di Smaïn, André Penvern e Thérèse Liotard nel film Un prof en cuisine di Christiane Lehérissey.
Tra il 2006 e il 2010 interpreta Charlotte nella serie televisiva Trop la classe! e debutta al cinema con il film Des poupées et des anges, diretto dalla regista Nora Hamdi. Nel 2008 ottiene il ruolo ricorrente dell'infermiera Charlotte nella serie televisiva Nina, trasmessa su France 2, di cui è protagonista l'attrice Annelise Hesme.
Nel 2013 le viene conferito il premio Adami al Festival Internazionale del Cortometraggio di Clermont-Ferrand per l'interpretazione di una giovane sospettata nel cortometraggio Vos violences di Antoine Raimbault; nel cast figurano anche Solène Rigot ed Éric Dupond-Moretti, nel ruolo di un legale. L'anno successivo interpreta Dokamisa, la figlia della protagonista del film Soleils realizzato dai registi Dani Kouyaté e Olivier Delahaye.
Nel 2024 viene diretta da Abderrahmane Sissako nel film Black Tea, ambientato in Costa d'Avorio e in Cina. Nel film Mélo interpreta il ruolo principale di Aya, una donna che abbandona il fidanzato all'altare e si trasferisce in Cina, dove ricomincia una nuova vita sentimentale e professionale. Per prepararsi al ruolo, l'attrice è stata affiancata da un coach di lingua cinese. Il film è stato selezionato al Festival di Berlino 2025. 

## Vita privata
Nina Mélo è vegetariana e pratica il Muay thai. Ha lavorato come volontaria per SAMU Social, il servizio francese di soccorso sociale mobile d'emergenza.

## Filmografia

### Attrice

#### Cinema
- Des poupées et des anges, regia di Nora Hamdi (2008)
- Il truffacuori (L'Arnacœur),  regia di Pascal Chaumeil (2010)
- La Fleur de l'âge, regia di Nick Quinn (2012)
- Diamante nero (Bande de filles),  regia di Céline Sciamma (2014)
- Soleils, regia di Olivier Delahaye e Dani Kouyaté (2014)
- Quattro vite (Orpheline), regia di Arnaud des Pallières (2016)
- Tant qu'on vit (Medan vi lever), regia di Dani Kouyaté (2016)
- Esclave et Courtisane, regia di Christian Lara (2016)
- Generazione Y (Les Affamés), regia di Léa Frédeval (2018)
- Profumo di tè (Black Tea), regia di Abderrahmane Sissako (2024)

#### Televisione
- Un prof en cuisine, regia di Christiane Lehérissey – film TV (2005)
- Granny boom, regia di Christian Lehérissey – film TV (2005)
- Comme un coup de tonnerre, regia di Catherine Klein – film TV (2005)

- Trop la classe! – serie TV (2006 - 2010)
- Les bleus: premiers pas dans la police, regia di Jean-Marc Vervoort – serie TV, episodio 8x3, Corps étrangers (2010)
- Boulevard du Palais, regia di Stéphane Clavier– serie TV, episodio 4x14, Trepalium (2013)
- Presque adultes, regia di Antoine Garceau – serie TV, 3 episodi (2017)
- Fake, regia di Paola Madjane – miniserie TV (2019)
- Nina – serie TV, 57 episodi (2015–2021)

#### Cortometraggi
- Z'avez pas vu Léon?, regia di Claude Théret (2006) (Come Mélo Aicha) [8][9]
- Vos violences, regia di Antoine Raimbault (2013)
- Concours, regia di Aïcha Ouattara (2013)
- Friday Night, di Alexis Michalik (2016)

#### Film web
- Wei o DIe regia di Simon Bouisson (2014)

#### Videoclip
- Flawless – Beyoncé (2013)

### Doppiatrice
- Bad Boys: Cavalca o muori regia di Adil El Arbi e Bilall Fallah (2024)

## Premi
- Festival international du court métrage de Clermont-Ferrand
  - 2014  – Vincitrice  Premio Adami alla Migliore attrice per Le violenze Vos di Antoine Raimbault